# Campionati panamericani di futsal
I campionati panamericani sono stati una manifestazione sportiva internazionale di calcio a 5 disputatasi tra il 1980 e il 1999 che ha visto impegnate le nazionali dei paesi del continente americano. Questo evento sportivo dapprima gestito dalla FIFUSA ha poi trovato come organismo gestore a partire dall'edizione del 1990 la PANAFUTSAL.
Nella sua storia, dopo le prime edizioni dominate dal Brasile, negli anni 1990 il trofeo è stato ad appannaggio per tre edizioni consecutive della Colombia, mentre l'ultima edizione disputata, nel 1999 ha visto trionfare il Paraguay.

## Edizioni
| 1980 | Messico           | Brasile   | Paraguay |
| 1984 | Campinas Brasile  | Brasile   | Paraguay |
| 1990 | Bogotà Colombia   | Colombia  | Paraguay |
| 1993 | La Paz Bolivia    | Colombia  | Bolivia  |
| 1996 | Bogotà Colombia   | Venezuela | Colombia |
| 1999 | Asuncion Paraguay | Paraguay  | Colombia |